# Conception (film)
Conception è un film del 2011 diretto da Josh Stolberg. Si tratta di una commedia romantica corale distribuita direttamente per il mercato home video digitale statunitense dal mese di febbraio 2012.

## Trama
Nove diverse coppie di innamorati, tra le quali coniugi che lottano contro le scarse possibilità di avere figli e adolescenti impegnati nel perdere la loro verginità, si ritrovano ad affrontare tematiche legate al sesso e alla gravidanza. Tutte, intenzionalmente o meno, stanno per vivere la notte in cui concepiranno un bambino; momenti che dimostreranno come il rapporto sessuale possa essere più una questione nevrotica che erotica.

## Distribuzione
La première del film si tenne il 6 aprile 2011 al Beverly Hills Film Festival. Saltando la proiezione nelle sale cinematografiche, la pellicola venne poi distribuita dal 24 febbraio 2012 attraverso varie piattaforme di distribuzione digitale on demand, tra cui Amazon Watch Instantly e iTunes.

## Accoglienza
Variety presentò il film come un misto di storie seriocomiche intrecciate tra di loro, poco sviluppate e marginalmente collegate, che mancano di un risultato finale impressivo o di un forte stampo registico. Il settimanale statunitense apprezzò le interpretazioni di Jason Mantzoukas e Gregory Smith, definendo invece inusualmente stridula quella di Connie Britton. «Una sottile commedia romantica a tratti divertente» fu invece il giudizio del The Hollywood Reporter; mentre secondo Kathryn Schroeder, critica di FilmFracture.com, il punto di forza della pellicola è costituito dall'eccellente montaggio che ha permesso al regista di muoversi da una coppia all'altra con semplicità e senza sacrificare i significati più o meno profondi che ogni storia racconta. La Schroeder apprezzò anche la «straordinariamente genuina» sceneggiatura.